# Liste der megalithischen Tempel in Malta
Die Liste der megalithischen Tempel in Malta umfasst alle bekannten megalithischen Tempel auf dem Staatsgebiet Maltas.

## Liste der Tempel

### Tempel auf Malta
| Tempel                                               | Ort                          | Anmerkungen                                                                                                  | Bild | Grundriss |
| ---------------------------------------------------- | ---------------------------- | --- | ---- | --------- |
| Borġ in-Nadur                                        | Birżebbuġa                   | Mindestens ein Tempel                                                                                        |      |           |
| Tempel von Buġibba                                   | San Pawl il-Baħar OT Buġibba | |      |           |
| Debdieba                                             | Luqa                         | Durch Flughafenerweiterung zerstört; Einordnung als Tempel nicht gesichert, evtl. auch Siedlung              |      |           |
| Tempel von Għajn Żejtuna                             | Mellieħa                     | Zerstört, Standort heute unter Wasser gelegen                                                                |      |           |
| Nordtempel von Ħaġar Qim                             | Qrendi                       | Seit 1992 UNESCO-Weltkulturerbe                                                                              |      |           |
| Südtempel von Ħaġar Qim                              | Qrendi                       | Seit 1992 UNESCO-Weltkulturerbe                                                                              |      |           |
| Urtempel von Ħaġar Qim                               | Qrendi                       | Seit 1992 UNESCO-Weltkulturerbe                                                                              |      |           |
| Megalithisches Bauwerk beim Nordtempel von Ħaġar Qim | Qrendi                       | Nur geringe Reste erhalten; seit 1992 UNESCO-Weltkulturerbe                                                  |      |           |
| Ħal-Far                                              | Birżebbuġa                   | Durch den Bau eines Flugplatzes zerstört                                                                     |      |           |
| Tempel von Ħal Ġinwi                                 | Żejtun                       | |      |           |
| Hypogäum von Ħal-Saflieni                            | Paola                        | Unterirdische Anlage in drei Ebenen, oberste Ebene ursprünglich oberirdisch; seit 1980 UNESCO-Weltkulturerbe |      |           |
| Tempel von Il-Pellegrin                              | Mġarr                        | Einordnung als Tempel nicht gesichert                                                                        |      |           |
| Tempel von Kordin I                                  | Paola                        | Mindestens ein Tempel                                                                                        |      |           |
| Tempel 1 von Kordin II                               | Paola                        | Mindestens zwei Tempel                                                                                       |      |           |
| Tempel 2 von Kordin II                               | Paola                        | Mindestens zwei Tempel                                                                                       |      |           |
| Osttempel von Kordin III                             | Paola                        | Zwei Tempel in gemeinsamer Mantelkonstruktion                                                                |      |           |
| Westtempel von Kordin III                            | Paola                        | Zwei Tempel in gemeinsamer Mantelkonstruktion                                                                |      |           |
| Kunċizzjoni (Qortin l’Mdawwar)                       | Rabat                        | |      |           |
| Tempel von Marfa Ridge                               | Mellieħa                     | Einordnung als Tempel nicht gesichert                                                                        |      |           |
| Nordtempel von Mnajdra                               | Qrendi                       | Seit 1992 UNESCO-Weltkulturerbe                                                                              |      |           |
| Südtempel von Mnajdra                                | Qrendi                       | Seit 1992 UNESCO-Weltkulturerbe                                                                              |      |           |
| Separater Tempel von Mnajdra                         | Qrendi                       | Seit 1992 UNESCO-Weltkulturerbe                                                                              |      |           |
| Tempel von Qaliet Marku (Magħtab)                    | Naxxar                       | Mindestens ein Tempel                                                                                        |      |           |
| Osttempel von Skorba                                 | Mġarr                        | Seit 1992 UNESCO-Weltkulturerbe                                                                              |      |           |
| Westtempel von Skorba                                | Mġarr                        | Seit 1992 UNESCO-Weltkulturerbe                                                                              |      |           |
| Haupttempel von Ta’ Ħaġrat                           | Mġarr                        | Seit 1992 UNESCO-Weltkulturerbe                                                                              |      |           |
| Nebentempel von Ta’ Ħaġrat                           | Mġarr                        | Seit 1992 UNESCO-Weltkulturerbe                                                                              |      |           |
| Tempel von Ta’ Lippjia                               | Mġarr                        | |      |           |
| Tempel von Ta’ Raddiena                              | Iklin                        | |      |           |
| Tempel von Tal-Qadi                                  | Naxxar                       | |      |           |
| Osttempel von Tarxien                                | Tarxien                      | Seit 1992 UNESCO-Weltkulturerbe                                                                              |      |           |
| Mittlerer Tempel von Tarxien                         | Tarxien                      | Seit 1992 UNESCO-Weltkulturerbe                                                                              |      |           |
| Westtempel von Tarxien                               | Tarxien                      | Seit 1992 UNESCO-Weltkulturerbe                                                                              |      |           |
| Separater Tempel von Tarxien                         | Tarxien                      | Seit 1992 UNESCO-Weltkulturerbe                                                                              |      |           |
| Tempel von Tas-Silġ                                  | Żejtun                       | |      |           |
| Tempel 1 von Xemxija                                 | San Pawl il-Baħar OT Xemxija | |      |           |
| Tempel 2 von Xemxija                                 | San Pawl il-Baħar OT Xemxija | |      |           |
| Tempel von Xrobb l-Għaġin                            | Marsaxlokk                   | Mindestens ein Tempel                                                                                        |      |           |

### Tempel auf Gozo
| Tempel                        | Ort         | Anmerkungen                                                                           | Bild | Grundriss |
| ----------------------------- | ----------- | ------------------------------------------------------------------------------------- | ---- | --------- |
| Tempel 1 von Borġ il-Għarib   | Għajnsielem |                                                                                       |      |           |
| Tempel 2 von Borġ il-Għarib   | Għajnsielem |                                                                                       |      |           |
| Tempel von Borġ ta’ l-Imramma | Sannat      |                                                                                       |      |           |
| Nordtempel von Ġgantija       | Xagħra      | Beide Tempel in einer gemeinsamen Mantelkonstruktion; seit 1980 UNESCO-Weltkulturerbe |      |           |
| Südtempel von Ġgantija        | Xagħra      | Beide Tempel in einer gemeinsamen Mantelkonstruktion; seit 1980 UNESCO-Weltkulturerbe |      |           |
| Santa Verna                   | Xagħra      |                                                                                       |      |           |
| Tempel von Ta’ Marżiena       | Fontana     |                                                                                       |      |           |
| Tempel von Xewkija            | Xewkija     |                                                                                       |      |           |